# Jardí exòtic de Pontellà
El Jardí exòtic de Pontellà és un jardí botànic situat a la comuna de Pontellà, al Rosselló (Catalunya del Nord). S'estén per un terreny rectangular i amb una superfície de tres hectàrees, situat a prop de la carretera de Nyils, a l'extrem sud-est del nucli urbà de Pontellà. És obert en els mesos càlids (de juny a mitjan setembre), i es fa pagar entrada. Una estadística del 2007 li donava un total d'11.500 entrades pel 2007.

## Història
El jardí va ser creat l'any 1991 en unes antigues vinyes, i es va obrir al públic tres anys més tard, el 1994. En l'actualitat conté més de 1.800 varietats de plantes d'arreu del món, incloent-hi cactus, bambús, palmeres, eucaliptus i plantes carnívores.